# Komp (Neunkirchen-Seelscheid)
Komp ist ein Ortsteil von Seelscheid in der Gemeinde Neunkirchen-Seelscheid im Rhein-Sieg-Kreis. 

## Lage
Der ehemals eigenständige Ort Komp liegt im Süden von Seelscheid an der Bundesstraße 56 zwischen Unterste Zeit und Oberste Zeit.

## Geschichte
1845 hatte der Hof zehn katholische Einwohner in drei Häusern. 1888 gab es hier neun Bewohner in drei Häusern.
1910 wohnten in Komp die Familien Schlosser Julius Linden, Metzger August Müller und die gewerblose Witwe Peter Josef Hirtsiefer.
Die Ansiedlung gehörte bis 1969 zur Gemeinde Seelscheid.